# Nawira Sevens 2008
El Nawira Sevens (North America and West Indies Rugby Association) de 2008 fue la quinta edición del principal torneo de rugby 7 de la Confederación Norteamérica de Rugby.
Se disputó del 25 al 26 de octubre en Nasáu, Bahamas.
El torneo entregó dos plazas para la Copa del Mundo de Rugby 7 de 2009.

## Fase de grupos

### Primera Fase

#### Grupo A
| Equipo         | Encuentros | Encuentros | Encuentros | Encuentros | Tantos  | Tantos    | Tantos     | Puntos |
| Equipo         | jugados    | ganados    | empatados  | perdidos   | a favor | en contra | diferencia | Puntos |
| -------------- | ---------- | ---------- | ---------- | ---------- | ------- | --------- | ---------- | ------ |
| Estados Unidos | 2          | 2          | 0          | 0          | 83      | 0         | +83        | 6      |
| Bermudas       | 2          | 1          | 0          | 1          | 10      | 36        | -26        | 4      |
| México         | 2          | 0          | 0          | 2          | 5       | 62        | -57        | 2      |

#### Grupo B
| Equipo            | Encuentros | Encuentros | Encuentros | Encuentros | Tantos  | Tantos    | Tantos     | Puntos |
| Equipo            | jugados    | ganados    | empatados  | perdidos   | a favor | en contra | diferencia | Puntos |
| ----------------- | ---------- | ---------- | ---------- | ---------- | ------- | --------- | ---------- | ------ |
| Canadá            | 2          | 2          | 0          | 0          | 74      | 0         | +74        | 6      |
| Trinidad y Tobago | 2          | 1          | 0          | 1          | 12      | 26        | -14        | 4      |
| Bahamas           | 2          | 0          | 0          | 2          | 0       | 60        | -60        | 2      |

#### Grupo C
| Equipo       | Encuentros | Encuentros | Encuentros | Encuentros | Tantos  | Tantos    | Tantos     | Puntos |
| Equipo       | jugados    | ganados    | empatados  | perdidos   | a favor | en contra | diferencia | Puntos |
| ------------ | ---------- | ---------- | ---------- | ---------- | ------- | --------- | ---------- | ------ |
| Guyana       | 2          | 2          | 0          | 0          | 44      | 0         | +44        | 6      |
| Islas Caimán | 2          | 1          | 0          | 1          | 27      | 10        | +17        | 4      |
| Barbados     | 2          | 0          | 0          | 2          | 0       | 61        | -61        | 2      |

### Segunda Fase

#### Grupo D
| Equipo            | Encuentros | Encuentros | Encuentros | Encuentros | Tantos  | Tantos    | Tantos     | Puntos |
| Equipo            | jugados    | ganados    | empatados  | perdidos   | a favor | en contra | diferencia | Puntos |
| ----------------- | ---------- | ---------- | ---------- | ---------- | ------- | --------- | ---------- | ------ |
| Estados Unidos    | 2          | 2          | 0          | 0          | 76      | 17        | +59        | 6      |
| Guyana            | 2          | 1          | 0          | 1          | 12      | 41        | -29        | 4      |
| Trinidad y Tobago | 2          | 0          | 0          | 2          | 10      | 40        | -30        | 2      |

#### Grupo E
| Equipo       | Encuentros | Encuentros | Encuentros | Encuentros | Tantos  | Tantos    | Tantos     | Puntos |
| Equipo       | jugados    | ganados    | empatados  | perdidos   | a favor | en contra | diferencia | Puntos |
| ------------ | ---------- | ---------- | ---------- | ---------- | ------- | --------- | ---------- | ------ |
| Canadá       | 2          | 2          | 0          | 0          | 88      | 0         | +88        | 6      |
| Bermudas     | 2          | 1          | 0          | 1          | 17      | 47        | -30        | 4      |
| Islas Caimán | 2          | 0          | 0          | 2          | 0       | 58        | -58        | 2      |

### Etapa eliminatoria
|  | Semifinales    | Semifinales    | Semifinales |        |                | Copa           | Copa | Copa |  |
|  |                |                |             |        |                |                |      |      |  |
|  |                |                |             |        |                |                |      |      |  |
|  | Estados Unidos | Estados Unidos | 55          |        |                |                |      |      |  |
|  | Estados Unidos | Estados Unidos | 55          |        |                |                |      |      |  |
|  | Bermudas       | Bermudas       | 0           |        |                |                |      |      |  |
|  | Bermudas       | Bermudas       | 0           |        | Estados Unidos | Estados Unidos | 21   |      |  |
|  |                |                |             |        | Estados Unidos | Estados Unidos | 21   |      |  |
|  |                |                | Canadá      | Canadá | 12             |                |      |      |  |
|  | Canadá         | Canadá         | Canadá      | Canadá | 12             | 42             |      |      |  |
|  | Canadá         | Canadá         |             |        |                | 42             |      |      |  |
|  | Guyana         | Guyana         | 0           |        |                |                |      |      |  |
|  | Guyana         | Guyana         | 0           |        |                |                |      |      |  |
|  |                |                |             |        |                |                |      |      |  |

| Bandera de Estados Unidos |
| Campeón Estados Unidos    |
| 2.do título               |